# Eldhav
Eldhav (originaltitel Fire Sea) är den tredje boken i serien Dödens port av Margaret Weis och Tracy Hickman. Originalutgåvan gavs ut 1991 och den svenska översättningen 1998.